# Lariniaria argiopiformis
Lariniaria argiopiformis (Bösenberg & Strand, 1906) è un ragno appartenente alla famiglia Araneidae.
È l'unica specie nota del genere Larinaria.

## Distribuzione
La specie è stata rinvenuta in Russia, Cina, Corea e Giappone.

## Tassonomia
Genere con alterne vicende tassonomiche non ancora poste in chiaro: inizialmente ascritto al genere Larinia Simon, 1874, in seguito a vari studi dell'aracnologo Grasshoff (1970b, c) venne posto in questo genere a sé.
Nel corso dell'ultimo quarantennio è stato ora inglobato in Larinia, ora di nuovo posto in Lariniaria e tuttora non vi è accordo fra gli aracnologi. In questa sede si segue l'indicazione originaria di Grasshoff di farne un genere a sé stante.
Dal 2012 non sono stati esaminati altri esemplari, né sono state descritte sottospecie al 2013.

### Specie trasferite
- Lariniaria montagui Hogg, 1914; trasferita al genere Larinia Simon, 1874, a seguito di un lavoro degli aracnologi Framenau & Scharff del 2008[1].

### Sinonimi
- Lariniaria punctifera (Bösenberg & Strand, 1906); trasferita dal genere Larinia Simon, 1874 e posta in sinonimia con L. argiopiformis (Bösenberg & Strand, 1906) a seguito di un lavoro di Yaginuma, (1962c), quando gli esemplari erano denominati nel genere Larinia[1].